# Смит, Джордж (ассириолог)
Джордж Смит (англ. George Smith; 26 марта 1840, Челси, Лондон — 19 августа 1876, Алеппо, Сирия) — британский ассириолог. Открыл и перевёл на английский язык «Эпос о Гильгамеше» — древнейшее из известных литературных произведений. Также дешифровал кипрское письмо.

## Биография
Смит был выходцем из рабочей семьи, поэтому не имел больших возможностей сделать карьеру в викторианской Англии, несмотря на свою одарённость. В возрасте 14 лет Смит стал учеником в типографии, где он освоил гравировку штампов для банкнот. Имея свободное время, он увлёкся литературой по ассирийской истории и читал все доступные ему книги. Обеденный час он проводил в Британском музее, изучая там клинописные таблички, раскопанные около Мосула Остином Г. Лэйярдом и его иракским ассистентом Ормузом Рассамом во время археологической экспедиции в 1840 году.
Смит вскоре стал более осведомлённым о клинописных табличках, чем персонал музея, на что обратил внимание известный ассириолог того времени Генри Роулинсон, автор дешифровки ассирийской клинописи. Затем Смит сделал своё первое открытие: он установил дату уплаты дани израильским царём Иегу Салманасару III. Роулинсон предложил опекунам музея, чтобы Смит присоединился к нему в подготовке 3 и 4 томов «Клинописных надписей Западной Азии» (The Cuneiform Inscriptions of Western Asia). В 1867 году Смит был назначен ассистентом отдела ассириологии.
Самым ранним успехом Смита было открытие двух надписей, на первой из которых указывалась дата полного солнечного затмения в месяце сиван (май 763 года до н. э.), а на второй — дата вторжения в Вавилон эламитов в XXIII веке до н. э.
В 1871 году Смит опубликовал «Анналы Ашшурбанипала» с транслитерацией и переводом, а также передал в незадолго до того основанное Общество библейской археологии статью «Ранняя история Вавилонии» и доклад о дешифровке кипрского слогового письма.
В 1872 году Смит получил мировую известность благодаря своему переводу халдейского текста о Великом потопе, который он зачитал перед Обществом библейской археологии 3 декабря, а среди слушателей были премьер-министр Уильям Гладстон (единственный из премьер-министров, о котором известно, что он посещал научные семинары по вавилонской литературе).
Это произведение в настоящее время известно как последняя глава «Эпоса о Гильгамеше», древнейшего из сохранившихся литературных произведений, открывателем которого стал Смит. В январе следующего года Эдвин Арнольд, издатель газеты The Daily Telegraph, организовал за счёт газеты экспедицию Смита в Ниневию с целью найти недостающие фрагменты истории о потопе. Смиту удалось найти не только это произведение, но также таблички с хронологией вавилонских династий.
В ноябре 1873 года Смит отправился во вторую экспедицию в Ниневию, в этот раз за счёт музея, и продолжил раскопки на городище Коюнджик (бывшая Ниневия). Отчёт о его работе опубликован в Assyrian Discoveries (1875). Оставшуюся часть года он провёл, сопоставляя и переводя фрагменты, связанные с мифом о творении — результаты опубликованы в The Chaldaean Account of Genesis (1880, в соавторстве с А. Сейсом).
В марте 1876 года Британский музей снова послал Смита на раскопки остатков библиотеки Ашшурбанипала. В деревне Икисджи к северу от Алеппо он заболел дизентерией и умер в Алеппо. У него остались жена и дети, которым королева Виктория пожаловала ежегодную пенсию в 150 фунтов.